# Cabaret
Pour les articles homonymes, voir Cabaret (homonymie).
Au sens premier, un cabaret est un lieu de consommation de boisson — une taverne ou une auberge — où l'on pouvait également manger. 
Depuis la fin du XIXe siècle, le cabaret artistique est un établissement permettant de consommer de la nourriture et des boissons tout en regardant un spectacle, dont la caractéristique est de mélanger le théâtre, la musique, le chant, la danse, le mime et beaucoup des formats scéniques qui font du cabaret un genre théâtral proprement dit.

## Origines du mot et contexte

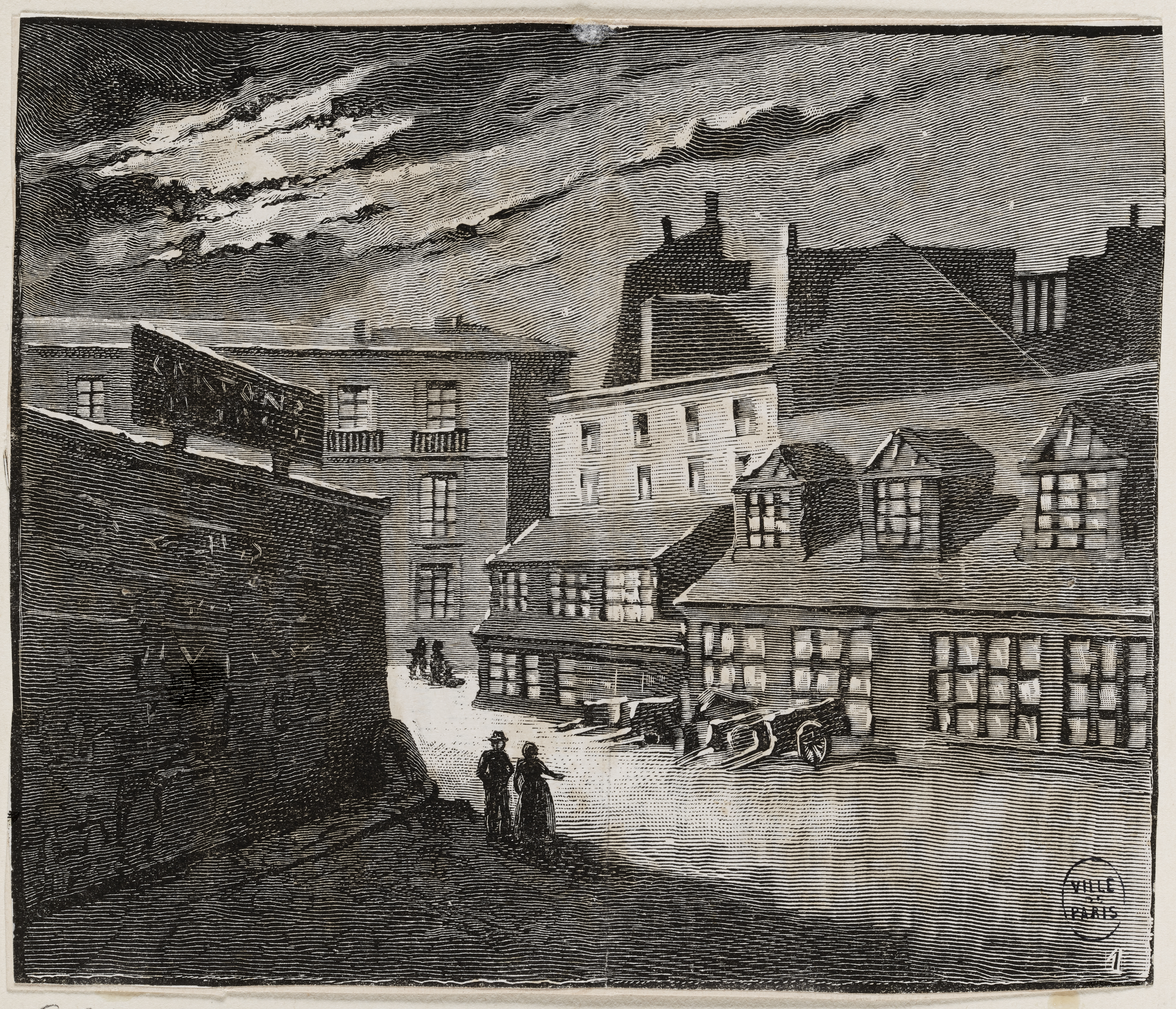
Le Cabaret de la Bête noire : gravure du XIXe siècle figurant un ancêtre des cabarets parisiens, lieu mythique — voire fantasmé — ouvert au XVIe siècle.

### Étymologies
L'opinion communément répandue adopte « cabaret » ou « cabret » comme un terme d’origine picarde, signifiant « petite chambre » ou « établissement où l’on sert des boissons ». Néanmoins il semble que ce mot qui apparait en langue d'oïl, au XIVe siècle, comme un terme wallon doit sa racine à ce que Jean Deny, appuyé par Antoine-Isaac Silvestre de Sacy, appelle « le prototype arabe kharabat » (« خربات ») signifiant en turc, persan et pachto « cabaret », « lieu de prostitution » et « débit de boissons alcooliques ou taverne ». Khammarât « خمارات », autre racine arabe signifiant « taverne », est également proposée par Antoine-Paulin Pihan. 

### Usages en langue française
Sous l'Ancien régime, existaient trois sortes de cabarets : les cabarets qui vendent au détail, à pot et à pinte (on y boit seulement), les cabarets qui vendent à pot et assiette (on y boit et on y mange), les cabarets qui donnent à manger, à boire et logent et qu'on appelle auberges. Pour être reçu cabaretier, à Paris, il fallait avoir une lettre des Maîtres et Gardes de l'Hôtel-de-Ville et du Procureur du Roi[réf. nécessaire]. Les officiers de police veillaient à ce que les cabaretiers ne donnent pas à boire les dimanches et fêtes pendant l'« office divin », et au-delà d'une certaine heure. Ils devaient en outre ne pas ouvrir à Pâques, à la Pentecôte, à la Notre-Dame d'août, à la Toussaint et à Noël, à l'exception des cabaretiers à pot et à pinte qui pouvaient rester ouverts.
Au XVIIe siècle, le quotidien français La Gazette se plait à rapporter régulièrement que les cabarets sont des lieux où adviennent des rixes, des bagarres,. Le Mercure galant publie un des premiers « airs à boire » (sic), qui rend hommage au cabaret, car « On y met le vin sur la table / Et chacun boit ce qu'il lui plait ». Des hommes de lettres comme Jean Racine, Jean de La Fontaine, Boileau et Furetière fréquentaient le Cabaret du Mouton, près la paroisse Saint-Gervais, dans les années 1660, et l'on raconte même que Racine y composa Les Plaideurs, son unique comédie.
Jusqu'au début du XIXe siècle, un cabaret était un logis, où l'on donnait à boire et à manger, devant lequel était souvent pendu une enseigne comportant un « bouchon de lierre »,,,,.

## Naissance du cabaret artistique à Paris

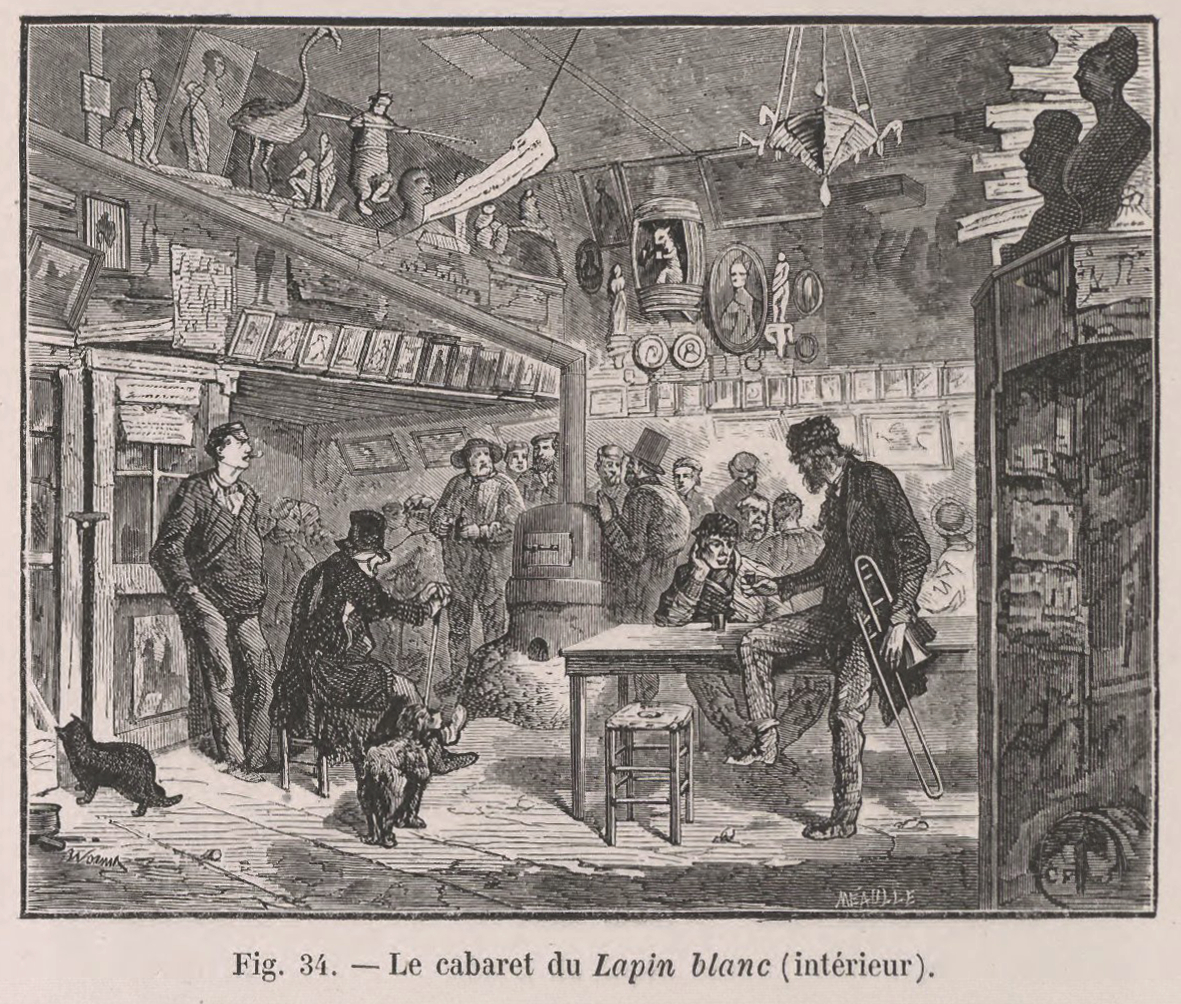
La Cabaret du lapin blanc, rue aux Fèves (Paris, 1875-1882).

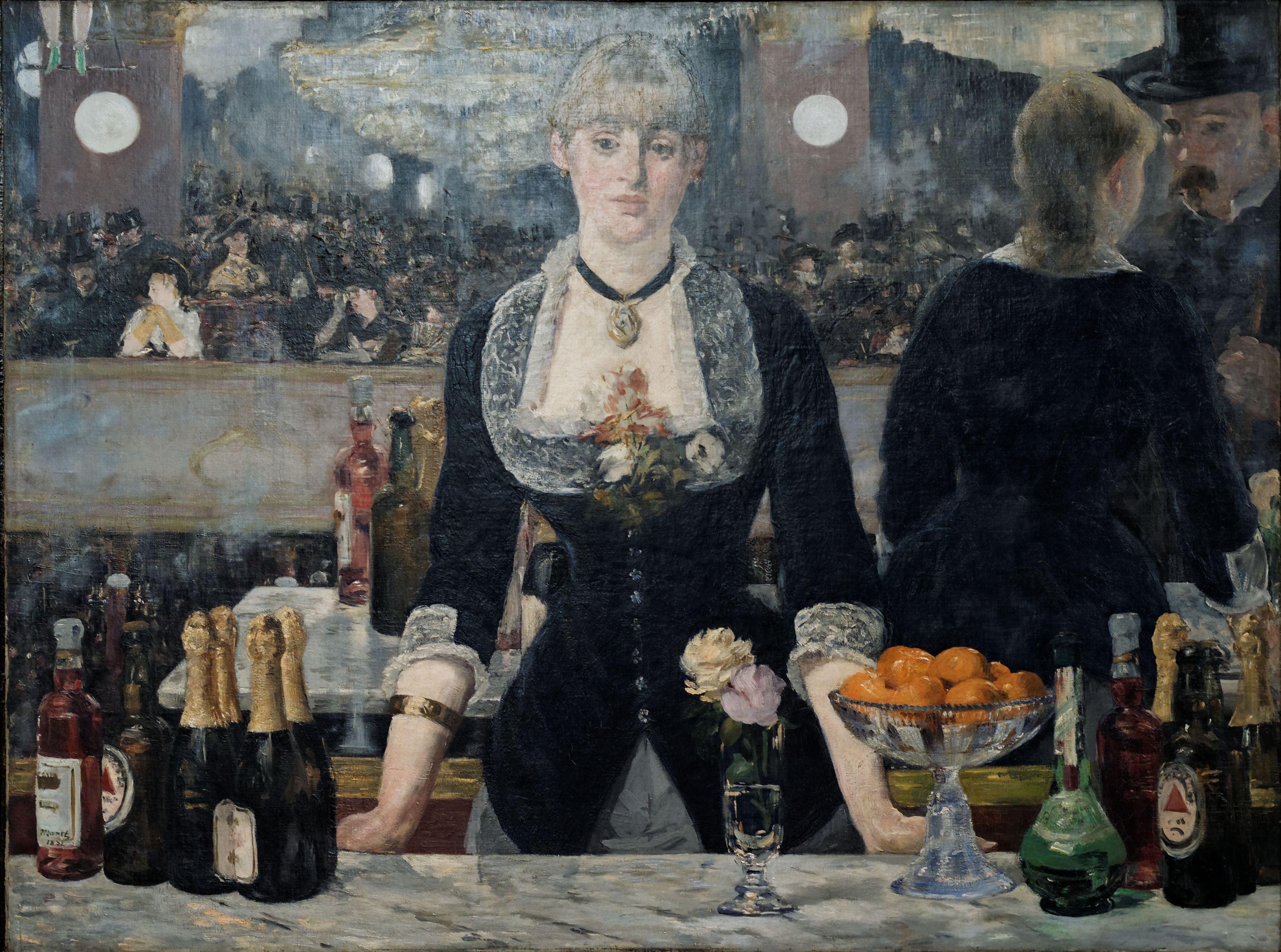
Un bar aux Folies Bergère (1881-1882), peinture d'Édouard Manet.

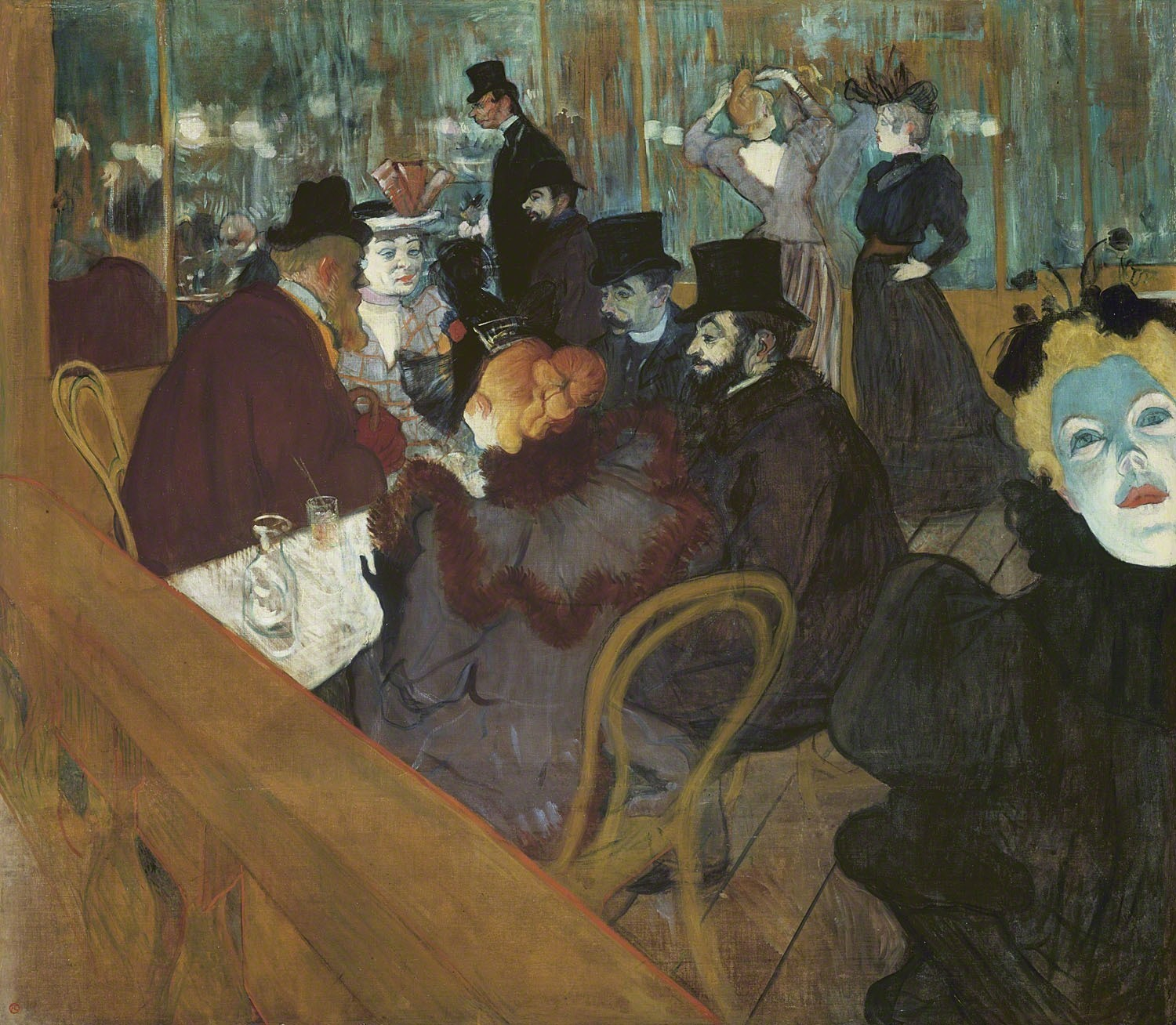
Toulouse-Lautrec, Au Moulin-Rouge, (huile sur toile, 1892).

Au moment de la Révolution, apparaît à Paris le café-concert, appelé au départ « café-chantant » : ils donnent de plain-pied sur la rue, au contraire du caveau — comme le café-caveau —, en sous-sol. Les premiers s'établissent aux Champs-Élysées. On s'y rend pour voir un spectacle chanté et l'accès donne droit à une boisson. Ces lieux permettent au fil du temps d'abolir les barrières sociales, ouvriers et bourgeois s'y côtoient, au point qu'en 1849, ils sont durement réglementés : ainsi prend fin une période, la Bohème artistique, durant laquelle de nombreux cafés réunissaient artistes et écrivains, tel le café Momus, situé près église Saint-Germain-l'Auxerrois de Paris.
À la fin du XIXe siècle, s'ouvrent des cabarets à spectacles artistiques : on boit, mange et assiste à une sorte de revue (chanson, pantomine, théâtre d'ombres, marionnettes, récitation de poésie ou d'histoires drôles), menée par un maître de cérémonie, et qui n'ont rien de commun avec les représentations corsetées du théâtre classique. Les lieux parisiens les plus renommés sont alors successivement Le Chat noir (1881-1897), le Cabaret des Quat'z'Arts (1893-1914), le Bal Tabarin (1904-1953), La Lune rousse (1904-1964), qui peuvent accueillir en moyenne 150 personnes. 
En revanche, les Folies Bergère, ouvertes en 1869, tiennent plus du café-concert, offrant un plus large éventail de spectacles (acrobatie, danse, numéros de cirque, etc.). Le Moulin-Rouge et  le Paradis latin, inaugurés en 1889, d'une grande capacité d'accueil, se désignent, eux, comme des cabarets. Lors de l'exposition universelle de 1900 à Paris, le cabaret de la Belle Meunière fut édifié spécialement pour « la Mère Quinton » (Marie Quinton, 1854-1933), et permit l'accueil de milliers de visiteurs du monde entier ; elle s'installa ensuite rue de la Chaussée-d'Antin, avant de rouvrir au palais Donadéï, à Nice. 
Avec le début de la Première Guerre mondiale, beaucoup de lieux sont désertés du fait de la mobilisation, les prix augmentent, certains lieux ferment. Face à l'horreur des tranchées, des soldats organisent des cabarets musicaux à l'arrière du front. Situé près de Souchez, le Cabaret rouge, fameux avant la guerre, est rasé durant le conflit, puis prend place un cimetière recevant les corps des soldats morts au combat.
Les années folles voient la résurgence des cabarets parisiens — l'un des plus fameux reste Le Bœuf sur le toit. 
Certains cabarets parisiens ont bien résisté au temps et ont vu l'éclosion de toute une génération de chanteurs, d'humoristes et de comédiens. Le Lido de Paris, ouvert en 1946, devient un lieu phare. De nombreuses icônes de la chanson comme Edith Piaf, plus tard Dalida ou encore plus récemment Elton John, s'y sont produits. De la rive gauche à la rive droite, en passant par la Butte Montmartre et le quartier Pigalle, ont émergé des lieux plus ou moins grands qui comptent dans l'histoire des cabarets modernes : Le République, L'Écluse, le Don Camilo, etc.

## EnAllemagne
En allemand, on désigne par Kleinkunst, toute forme mineure des arts de scène (voir aussi Kleinbühne, Kellertheater [« théâtre-caveau »], Zimmertheater). Quant à Die Kneipe, cela désigne une sorte de taverne qui ressemble fort aux cabarets français de l'Ancien Régime ou aux premiers pubs anglais.
Le terme « cabaret » franchit donc le Rhin et devient avant 1900, le mot Kabarett : c'est l'ouverture à Munich de Die Elf Executioner (« Les onze bourreaux »), et à Berlin de l'Überbrettl la même année, en 1901. Pour ce dernier, le choix du suffixe Brettl, « une petite scène artistique », donne l'esprit du lieu qui doit beaucoup au Chat noir, et qui accueille principalement des poètes et des écrivains, des lectures entrecoupés de moments musicaux un temps ordonnés par Arnold Schönberg. En revanche, Die Elf Executioner est un lieu plus politique fréquenté par tous les lecteurs de Simplicissimus, dont Frank Wedekind, un ami du patron du magazine, Albert Langen. Les deux cabarets sont imprégnés de l'esprit sécessionniste viennois et munichois, et contemporains de l'émergence de nombreux autres, qui vont façonner la vie nocturne des grandes villes allemandes avant 1914, puis durant les années de la république de Weimar. 
Une seconde vague peut être illustrée par la figure expressionniste de Jakob van Hoddis, qui fonde à Berlin avec Kurt Hiller en 1909, Der Neue Club, dont les soirées littéraires sont appelées Neopathetisches Cabaret (« néo-pathétique cabaret »).
L'apogée de cette époque est particulièrement bien représentée dans le film L'Ange bleu (1930) de Josef von Sternberg, qui connut un succès mondial. Le départ en exil de la troupe du cabaret politico-satirique anti-nazi Die Pfeffermühle en 1933 pour Amsterdam marque la fin d'une époque (voir Exilkabarett).
La chanson est très présente durant cet âge d'or : citons Claire Waldoff, Otto Reutter (auteur de poèmes chantés en forme de Couplet fameux).
Avec le temps, Kabarett en allemand a pris un sens sensiblement différent : on y donnent des spectacles privilégiant l'humour noir — dans la lignée d'un Karl Valentin —, tirant plus vers le théâtre, plus proche du stand-up, qui n'excluent pas une dimension « burlesque » (voir le Moulin à poivre de Leipzig [Die Pfeffermühle] et Le Distel de Berlin).

## EnAutriche
C'est avant tout Vienne qui concentre la plus intense et riche vie nocturne artistique. 
En 1906, ouvre le Hölle qui met en scène des spectacles dans un sous-sol. Il ferme en 1937.
En 1907, vient le tour du Cabaret Fledermaus (« chauve-souris »), un lieu entièrement décoré par les artistes du Wiener Werkstätte ; il ferme en 1913. 
En 1912, ouvre le Simpl, dont le nom provient du magazine Simplicissimus, d'abord un simple cabaret à bière où l'on pouvait pousser la chanson. Dans un esprit comique et satirique, il devient dans les années 1920, l'endroit de revues dirigées par Karl Farkas (en) et Fritz Grünbaum (en). Fermé durant la guerre, il rouvre en 1945 et est toujours en activité.

## En Canada: Montréal et Québec (1920-1970)
En Canada au début des années 1920 aux années 1970, les cabarets montréalais et québécois] ont créé, sans conteste, un phénomène social, économique et culturel qui a contribué à transformer radicalement le milieu du spectacle de la province de Québec.
Ils sont d'abord propulsés par la prohibition américaine (1919-1932) : les cabarets montréalais, autorisés à servir des l'alcool, reçoivent alors des artistes de grande renommée venus des États-Unis et de la France pour s'y produire.
L'un des plus anciens est le Théâtre Gayety (1912-1953).

## AuxÉtats-Unis
Le futur producteur et pionnier de cinéma, Jesse L. Lasky (1880-1958), fut l'un des premiers à importer le concept français de cabaret artistique en 1911.
- Cabaret Red Light
- Leviathan: Political Cabaret
- Café Society (club) (1938)

## EnPologne
- Zielony Balonik (1905)
- Sambatiyon (1926)
- Piwnica pod Baranami (1956)
- Kabaret Wagabunda (1956)
- Kabaret Starszych Panów (1958)
- Pod Egidą (1967)
- Kabaret Olgi Lipińskiej (1974)
- Kabaret TEY 60-70
- Polskie Zoo (1991)

## AuRoyaume-Uni
- The Cave of the Golden Calf ou Cabaret Theatre Club (1912)

## EnSuisse
- Cabaret Voltaire (Zurich, 1916)
- Cabaret Cornichon (Zurich, 1934)

## Galerie

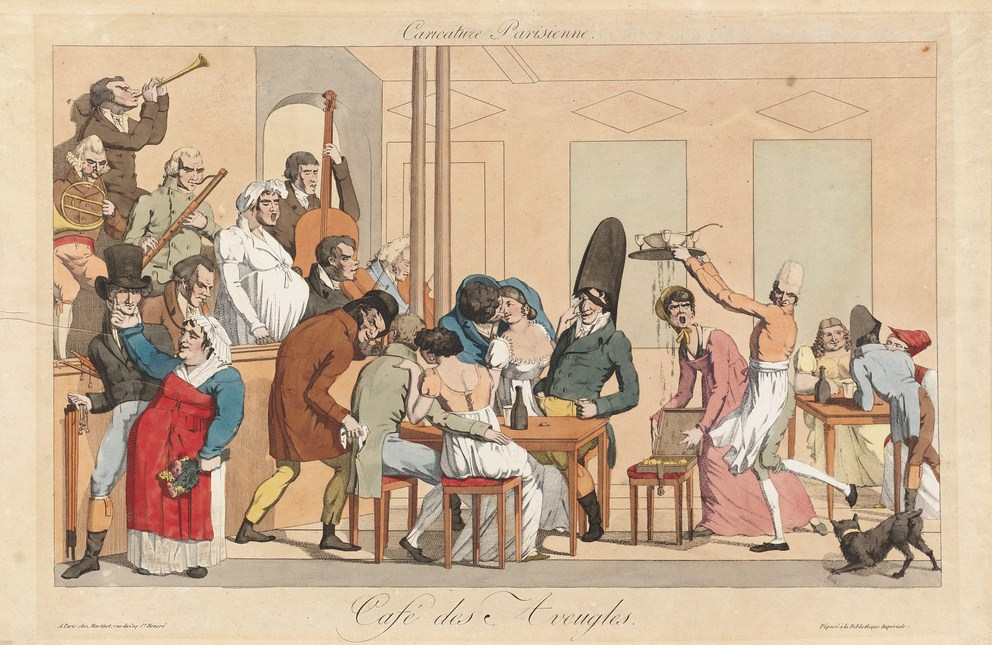
Au Café des Aveugles (vers 1800), caveau du Palais-Royal (Paris) vu par Martinet
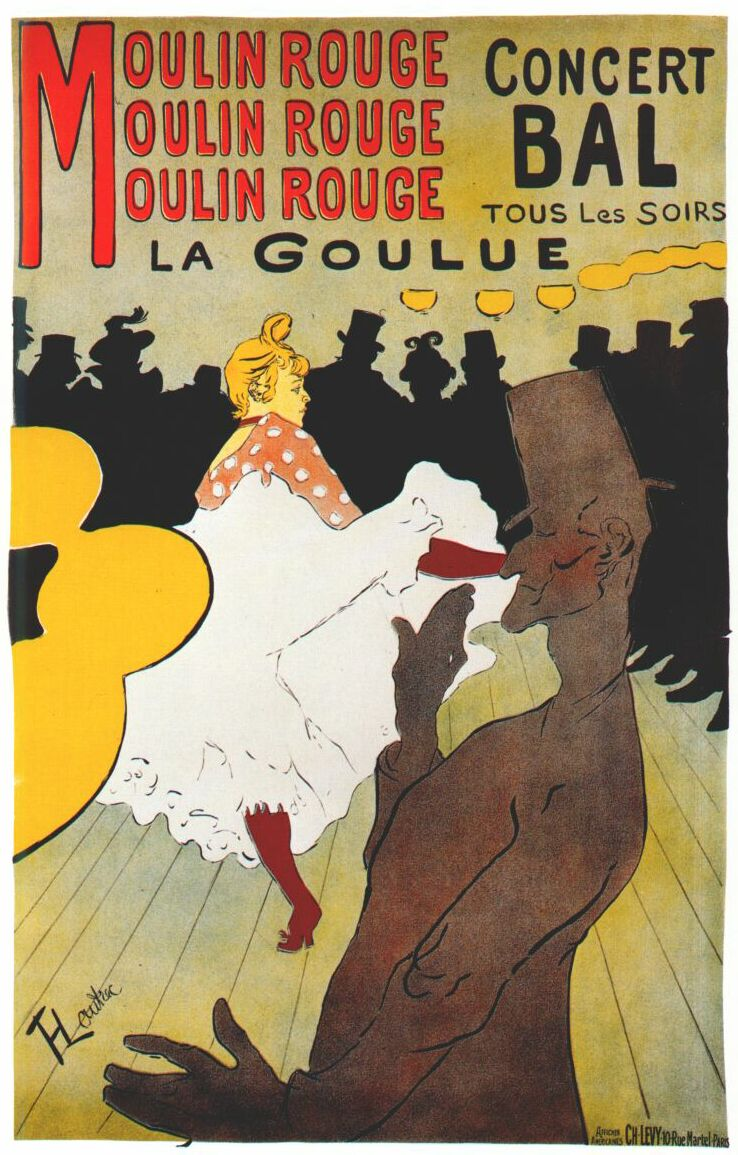
Moulin rouge - La Goulue (1891) par Lautrec
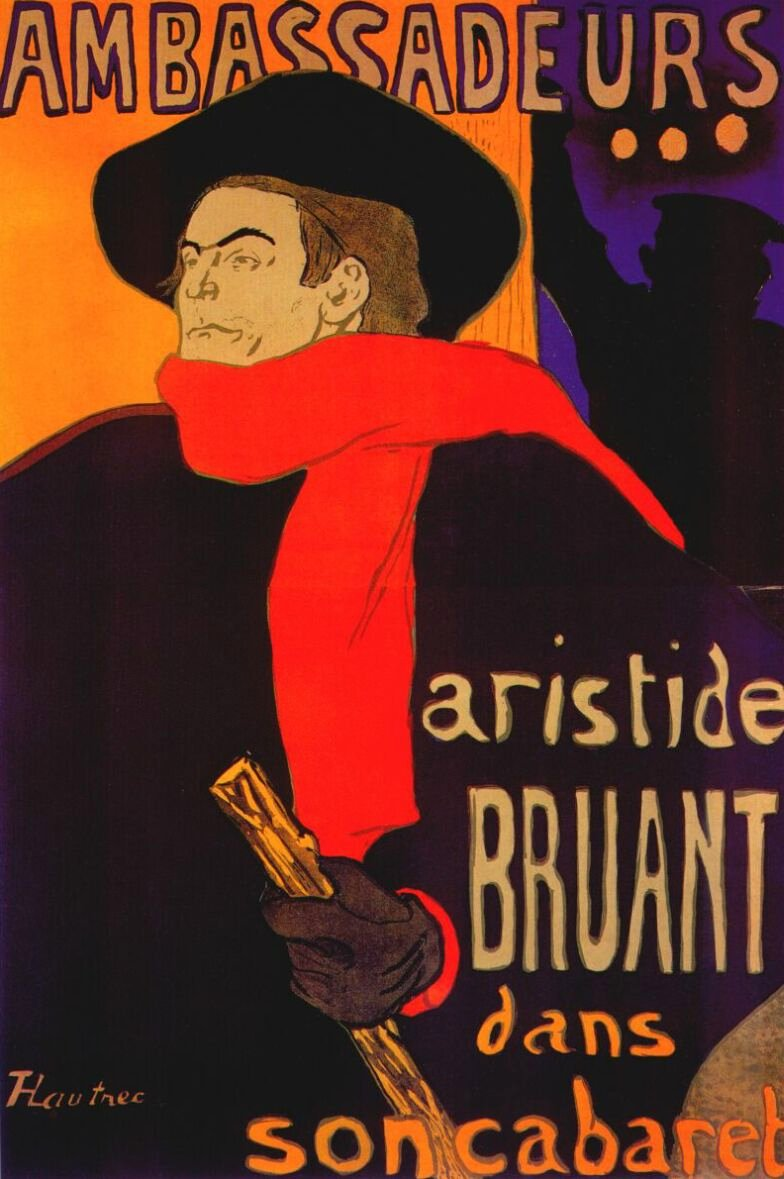
Ambassadeurs : Aristide Bruant dans son cabaret (1892) par Lautrec
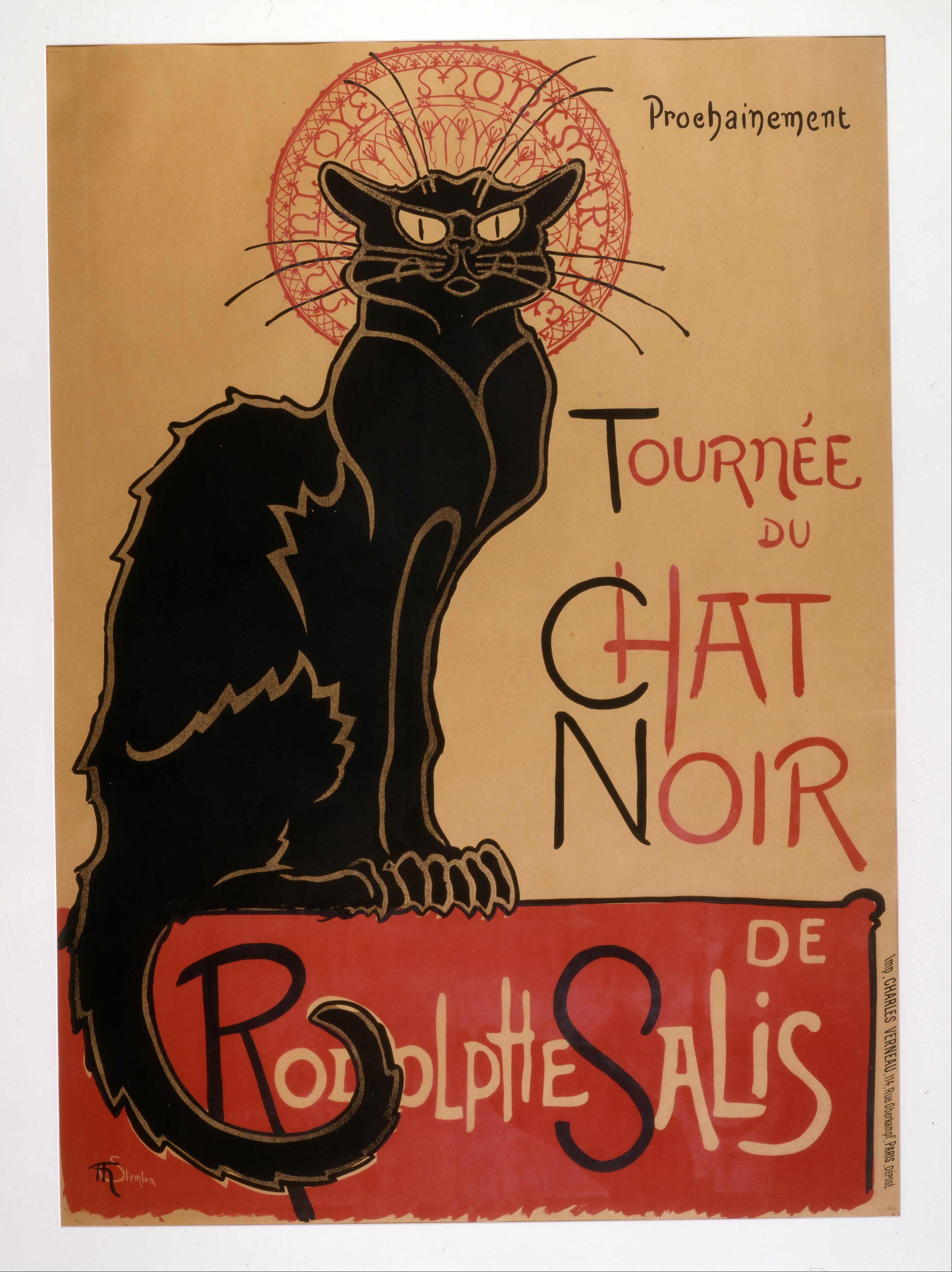
Tournée du Chat noir de Rodolphe Salis (1896), par Steinlen
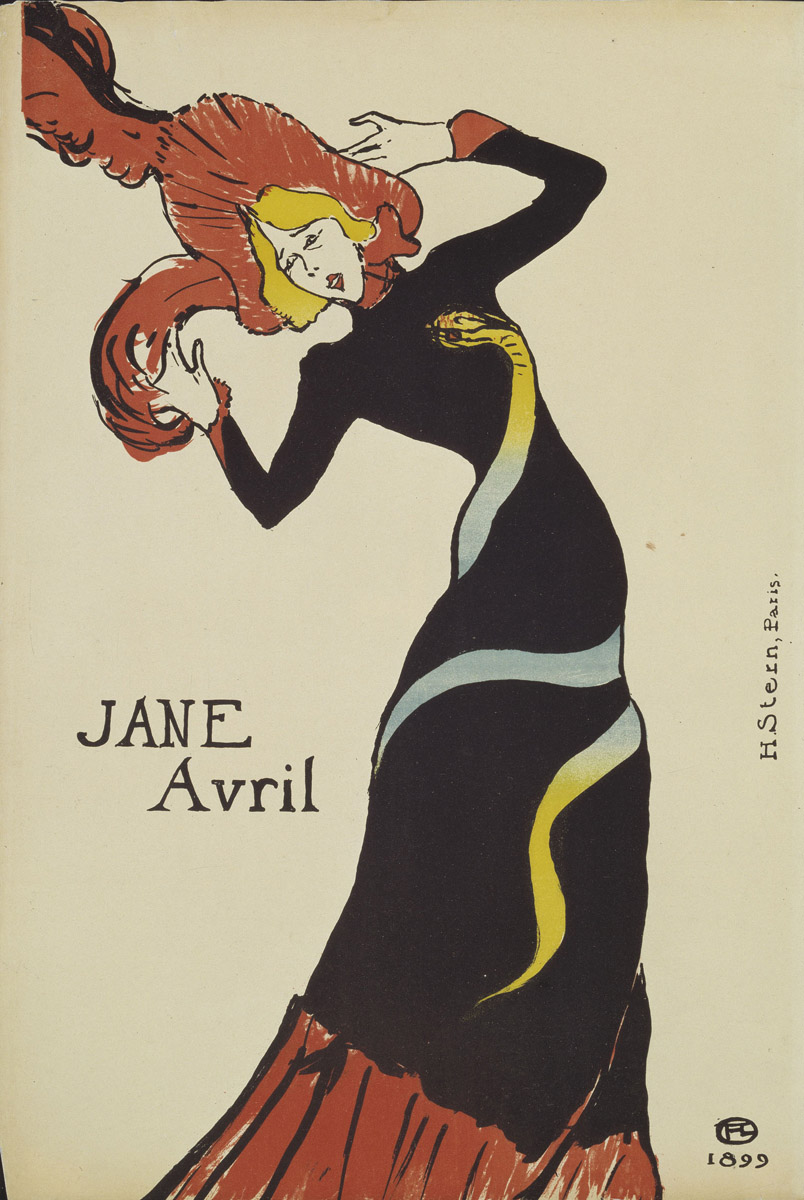
Jane Avril (1899) par Lautrec
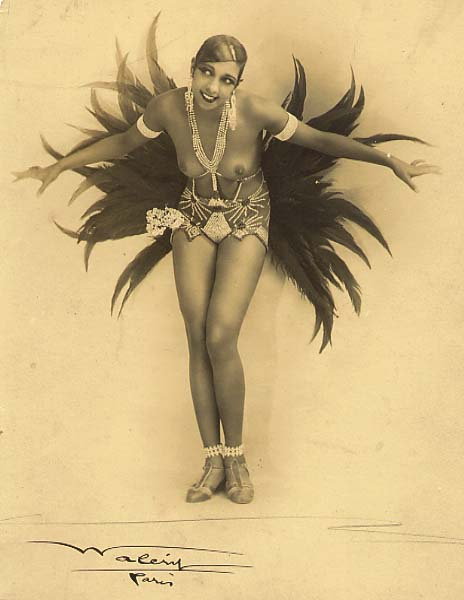
La Revue des revues (1927) : Joséphine Baker aux Folies Bergère
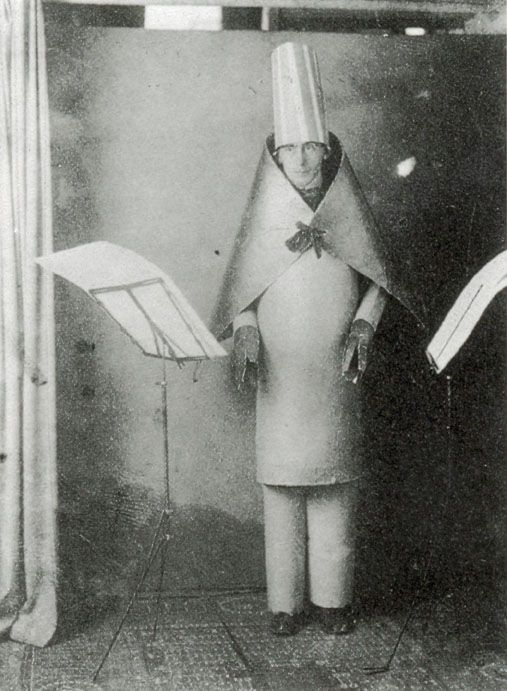
Hugo Ball au Cabaret Voltaire (Zurich, 1916)
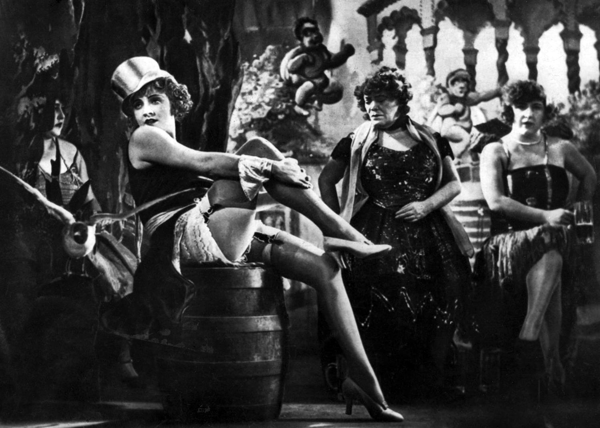
Marlene Dietrich en scène au cabaret : L'Ange bleu (film, 1930)
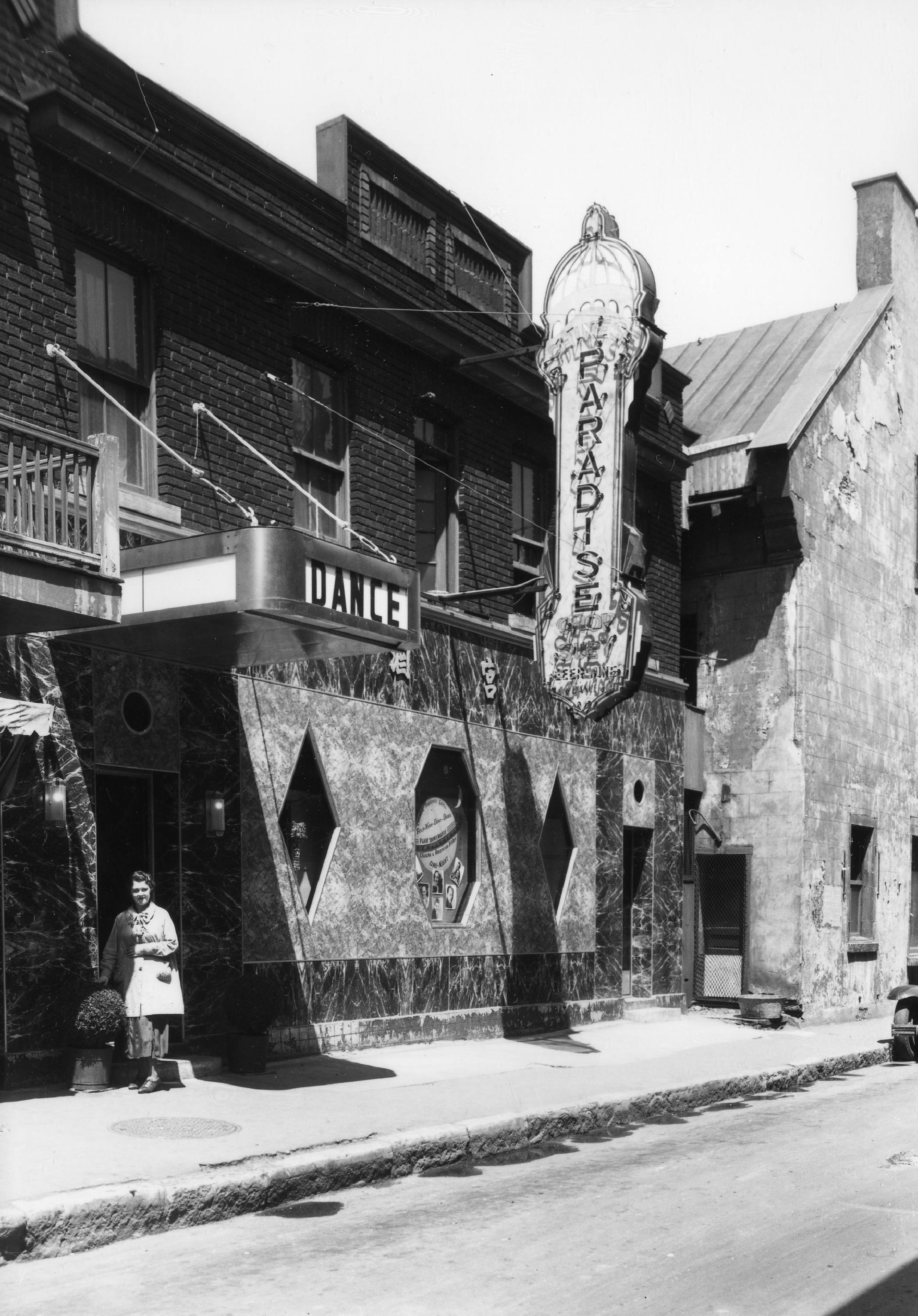
Façade du cabaret Chinese Paradise (Montréal, années 1930)

## Le cabaret dans les représentations

### Affiche
À la fin du XIXe siècle, du moins à Paris, le médium privilégié est l'affiche lithographiée qui fait réclame du spectacle : véritable œuvre d'art, elle est posée sur les colonnes Morris. Les maîtres de cet art figurent très souvent les lieux mêmes du spectacle, avec le portrait de l'artiste.

### Œuvre romanesque et scénique
- Félicien Champsaur, Lulu, roman clownesque, version illustrée, 1901.
- Colette, La Vagabonde, 1910.
- Christopher Isherwood,Goodbye to Berlin, 1939.
- John Van Druten, I Am a Camera, pièce de théâtre, 1951.
- Cabaret, comédie musicale de Joe Masteroff, Fred Ebb et John Kander, créée à Broadway, 1966.
- Louis Nucéra, Les contes du Lapin agile, 2001.

### Œuvre audiovisuelle
- 1930 : L'Ange bleu
- 1935 : Divine
- 1961 : Lola
- 1972 : Cabaret
- 2006 : Cabaret Paradis

### Autres
- discographie
- photographie
- radiophonie